# نورثروب غرومان إي إيه-6 بي براولر
غرومان إي أ-6 بي براولر: و هي طائرة تم تصنيعها للقواة البحرية الأمريكية و للقوة الجوية القوية الجوية الأمريكية. و هي ذات محركين، يوجدان في منتصف الجناحين و هي معدلة من هيكل الطائرة الأساسية A-6 . و أدخلت الخدمة مع القوات المسلحة الأمريكية عام 1971 إلى وقتنا الحاضر، أرسلت خلالها إلى الحروب للتشويش على أنظمة رادار العدو و يتم إستعمالها من قبل دائرة التحكم الجوي الأمريكية.
بعد تقاعد طائرة الغراب الحرب الالكترونية EF-111 عام 1998 من الولايات المتحدة للقوات البحرية و الجوية، كان لهذه الطائرة الدور الوحيد المتخصص الحرب الإلكترونية و لذلك طلبتها البحرية الأمريكية، و قوات مشاة البحرية الأمريكية والقوات الجوية الأمريكية حتى عام 2009 حيث بدأت بصنع طائرات أحدث.

## المواصفات و المزايا
المعلومات مأخوذة من كتاب مواصفات الطائرات في بحرية الولايات المتحدة 
- الطاقم: أربعة (طيار و ثلاثة ضباط مساعدين)
- الطول: 17.7 متر
- طول الجناحين: 15.9 متر
- الارتفاع: 4.9 متر
- السرعة: 1,050 كم/ساعة
- ارتفاع الطيران: 11,500 متر